# Петровское (Юринский район)
 Петровское  — опустевшая деревня в Юринском районе Республики Марий Эл. Входит в состав Васильевского сельского поселения.

## География
Находится в юго-западной части республики Марий Эл на правобережье Ветлуги на расстоянии приблизительно 48 км на северо-запад от районного центра посёлка Юрино.

## История
В 1927 году в деревне насчитывалось 23 хозяйства, в них 126 жителей, в том числе 67 мужчин и 59 женщин, по национальности русские. В советское время работали колхозы им. Ворошилова, им. Маленкова. Существовали некоторое время также промышленные артели. В 1972 году в деревне было 22 хозяйства, в которых проживало 48 человек. В 2003 году остававшиеся жители переехали жить в деревню Зиновьево.

## Население
Население составляло 2 человека (русские 100 %) в 2002 году, 0 в 2010.